# New York City Emergency Management
New York City Emergency Management (NYCEM) ist das Katastrophenschutz- und Zivilschutzamt der Stadt New York City.
Es wurde 1996 als New York City Office of Emergency Management (OEM) gegründet und war Teil der Verwaltung des Oberbürgermeisters Rudy Giuliani. Im Jahre 2001 wurde es aufgrund eines Volksentscheids eine eigenständige Behörde mit einem zusätzlichen Commissioner an der Spitze einem Beigeordneten, der direkt dem Oberbürgermeister unterstellt ist. Unter Giulianis Nachfolger Michael Bloomberg erfolgte 2006 eine Reorganisation mit der Unterstellung unter den stellvertretenden Bürgermeister für Verwaltung.
Die Behörde ist für die Überwachung und Erstellung der Einsatzpläne für unterschiedliche Katastrophenszenarien zuständig. Sie ist für den Betrieb der Notfall-Einsatzleitung bei Übungen und im Ernstfall mit dem City's Emergency Operations Center (EOC) zuständig. Damit soll die Kooperation aller Bundes-, Staats und Stadtbehörden sowie der Hilfsdienste (inklusive der privaten) sichergestellt werden.
Die Zuständigkeiten bei Großschadensereignissen sind wie folgt geregelt: Die Städtische Feuerwehr hat ebenso ihre eigene Führungsspitze wie die Städtische Polizei. Die Koordination der Behörden und Hilfsdienste übernimmt NYCEM. Wann das erforderlich wird und in welcher Form, ist intern festgelegt.
Typische Einsätze waren bzw. sind der 11. September 2001, Winterstürme, drohende Überschwemmungen, Hurrikane wie Irene und Sandy, extreme Hitze, großflächige Stromausfälle wie 2003 oder 2019, die 2004 Republican National Convention (Parteitag der Republikanischen Partei), der Verkehrsstreik 2005 oder die COVID-19-Pandemie in den Vereinigten Staaten.

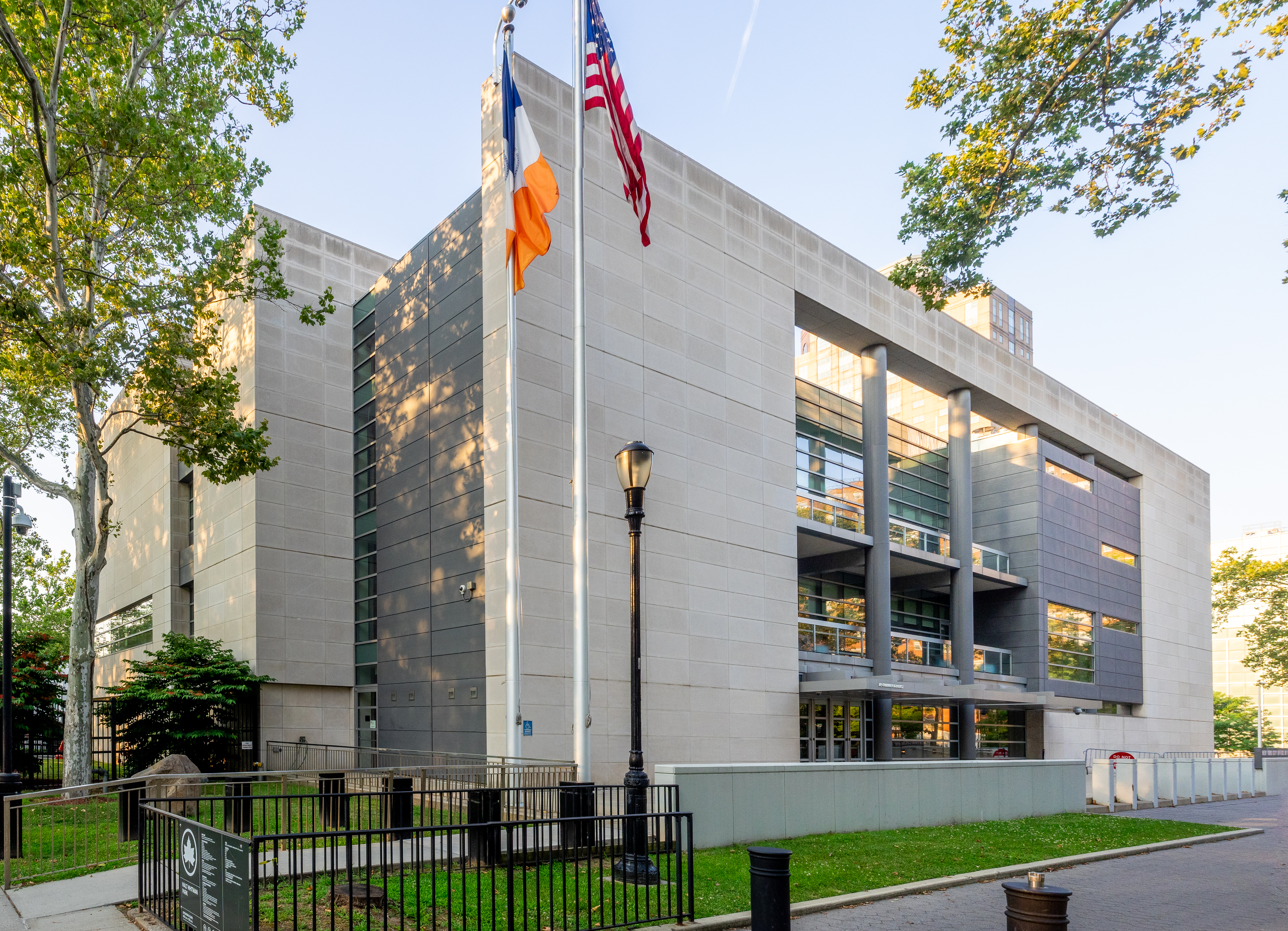
Behördensitz am Cadman Plaza in Downtown Brooklyn
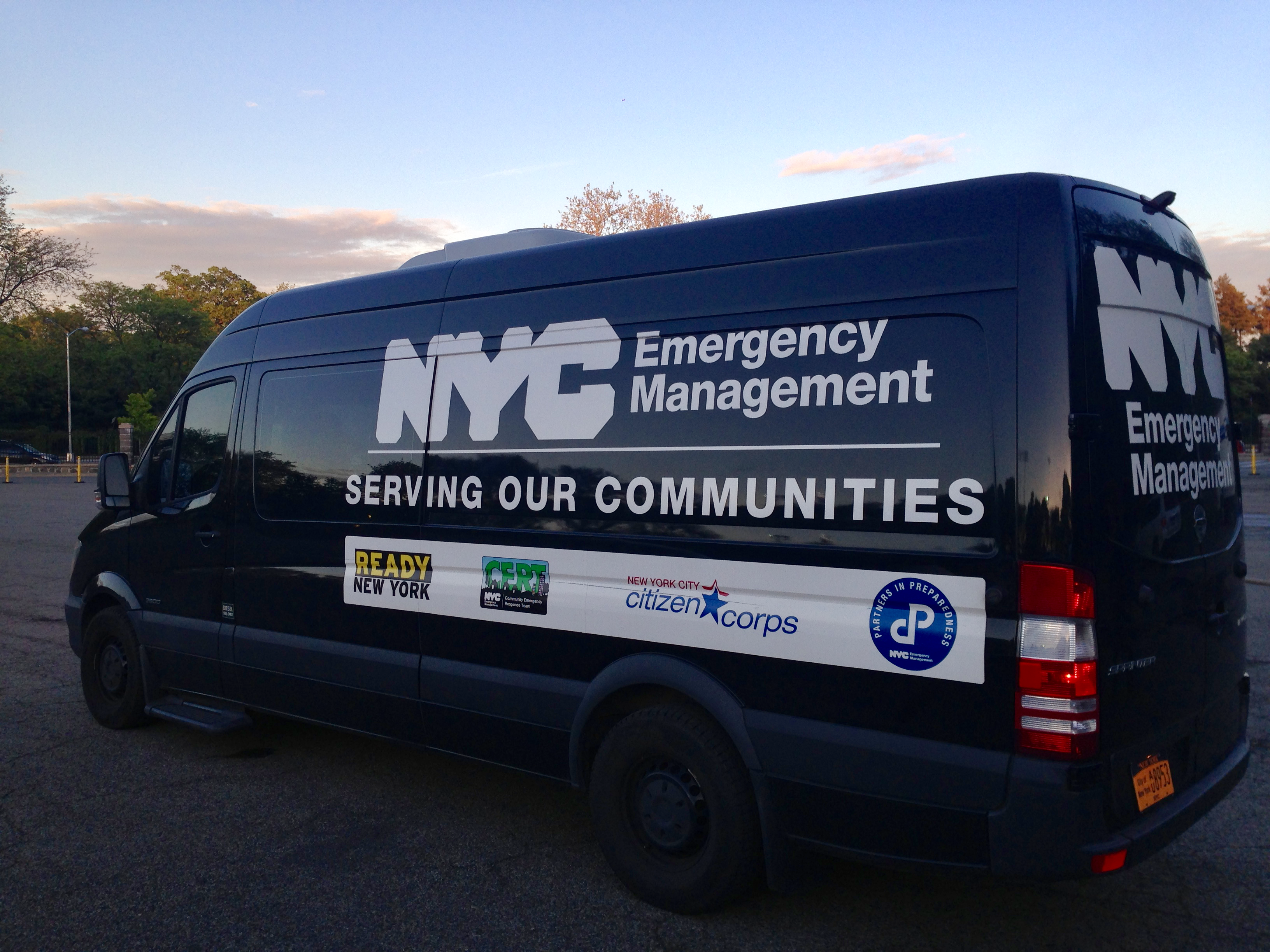
Fahrzeug des NYCEM